# Tsubata (Ishikawa)
Tsubata (津幡町 Tsubata-machi?) es un pueblo localizado en la prefectura de Ishikawa, Japón. En octubre de 2019 tenía una población estimada de 36.774 habitantes y una densidad de población de 333 personas por km². Su área total es de 110,59 km².

## Geografía

### Localidades circundantes
- Prefectura de Ishikawa
  - Hōdatsushimizu
  - Kahoku
  - Kanazawa
  - Uchinada
- Prefectura de Toyama
  - Oyabe
  - Takaoka

## Demografía
Según los datos del censo japonés, esta es la población de Tsubata en los últimos años.
| 1995   | 2000   | 2005   | 2010   | 2015   |
| ------ | ------ | ------ | ------ | ------ |
| 30.318 | 34.304 | 35.712 | 36.940 | 36.968 |